# Мори, Марико
Марико Мори (Mariko Mori, род. 1967, Токио, Япония) — современная японская художница.

## Биография
Марико Мори родилась в 1967 в Токио, Япония, в одной из богатейших семей мира. В Токио она изучала дизайн одежды и непродолжительное время работала моделью. Позднее, с 1989 по 1992 училась в Лондоне в Chelsea College of Art и в Byam Shaw (теперь часть Центрального колледжа искусства и дизайна имени Святого Мартина), а также участвовала в образовательной программе Музея Уитни. С 1992 живет и работает в Нью-Йорке.

## Творчество
Мори создает видео инсталляции, высокотехнологичные архитектурные объекты, монументальные фотографии и камерные рисунки, для которых черпает вдохновение в восточном и западном искусстве, религии, моде и популярной культуре. Она использует себя в качестве модели в фильмах и фотографиях, которые сочетают перформанс, моду, высокие технологии и искусство, создавая футуристический образ женщины-киборга. В отличие от соотечественников Taro Chiezo и Yasumasa Morimura, концептуальные работы Мори характеризуется простыми социальными комментариями, выраженными посредством высокотехнологичных материалов и процессов. В своем творчестве Марико Мори использует последние технологии и её произведения часто довольно дорогостоящие в производстве.

### Ранние фотографии
Во время учебы в Bunka Fashion College в Токио, Марико Мори работала моделью, и это обстоятельство в значительной степени повлияло на её ранние работы. В начале карьеры Мори привлекла международное внимание посредством фотографий и видео, в которых использовала себя в качестве модели, эффектно смешивая моду, технология и искусство.
Среди её наиболее известных ранних работ — The Birth of a Star (недоступная ссылка) (1995), в которой Мори представляет себя школьницей в виниловом костюме с большими наушниками на голове. Она выглядит беззаботной и игривой, вокруг летают разноцветные шары. В этой работе художница создает технологичный образ киборга, гибрид современных представлений о женственности и фантастики, основанный на популярной культуре Японии. Во время одного из интервью, когда Марико Мори был задан вопрос по поводу постоянного счастья женщин, изображенных в её работах, она подчеркнула, что они киборги, а не женщины, и поэтому они счастливы. Продолжая тему киборгов и женщин, Марико Мори создала Subway (недоступная ссылка) (1994), Play with Me (недоступная ссылка) (1994) и Tea Ceremony III(1994). Нетрадиционной элементы были добавлены к привычной роли женщин, чтобы оценить и проанализировать их положение в традиционном японском обществе. Например, в Tea Ceremony III (недоступная ссылка) Марико Мори, одетая в белый парик и голубое платье, предлагает чай мужчинам, проходящим по оживленной улице. В Play with Me (недоступная ссылка) (1994) Мори стоит около токийского магазина игрушек, одетая как сексуальный киборг. Также среди известных ранних работ Мори: Empty Dream (1995), Warrior (недоступная ссылка) (1994), Love Hotel (недоступная ссылка) (1994) , Red Light (1994).

### Beginning of the End (1995—2006)
Масштабный проект Beginning of the End (недоступная ссылка) продолжался одиннадцать лет, с 1995 по 2006. Марико Мори медитировала, лежа в капсуле из оргстекла, в разных местах мира.
Этот опыт запечатлен на панорамных фотографиях: на фоне пустынного ландшафта или оживленной улицы капсула выглядит вне места и времени. Выбор мест, древних и современных, выявляет, что время и наше понимание его являются темой Beginning of the End (недоступная ссылка). Фотографии проекта демонстрируются размещенными по кругу в похожей на барабан структуре, предполагая цикличность и бесконечность.

### Видео
В Kumano (1998—1999, видео, 11 минут) художница примеряет идентичность трех персонажей: посыльного с белой шкурой лисы, божества в храме, от которого видео берет своё название, и киборга в футуристическом костюме, проводящего традиционную чайную церемонию. Сцены и ритуалы, которые Мори исполняет в Kumano, расплывчаты. Художница больше заинтересована в демонстрации преобразующей силы ритуального опыта. В то время, как иллюстрации религиозной истории и легенд, как правило, помещают персонажей в отдаленное прошлое, Kumano смущает наше чувство времени созданными при помощи компьютера футуристическими объектами, такими, как НЛО в небе и светящийся высокотехнологичный храм. Kumano представляет мир, в котором прошлое, настоящее и будущее гармонично сосуществуют.
Miko no Inori (The Shaman’s Prayer) — пятиминутное видео, сопровождающееся композицией художницы «Kotoba wa Tokete» (Melting Language). Гипнотическое произведение, снятое в новом аэропорту Kansai, демонстрирует Мори с серебряными волосами в серебряном виниловом костюме с блестящими крыльями. Она держит хрустальный шар, подносит к лицу и целует, затем откидывает голову назад.

### Скульптуры и инсталляции
В Star Doll (1998) Марико Мори переносит свой игривый образ, воплощенный в The Birth of a Star, на новый уровень реализации. Скульптура сопровождается аудио CD. В обоих случаях (фотография и скульптура), Мори представляет себя в качестве сфабрикованной на компьютере поп-звезды и исследует гибридный характер личности и её связи с частными фантазиями и глобальной культурой.
Работа Enlightenment Capsule (1998) состоит из прозрачного лотоса из волоконно-оптических кабелей в стеклянной капсуле. Капсула подключена к датчику на крыше, чувствительному к солнечному свету. Свет имеет физическую и метафизическую функцию: видимые и невидимые силы работают вместе, чтобы достичь сочетания духовного и науки.
Тремя основными темами Dream Temple (1997—1999) являются энергия, медитация и технологии. Они воплощены в сложном мультимедийном храме, в котором зрители могут пережить впечатляющий аудиовизуальный опыт. Эта работа опирается на традиции и последние технологии для достижения свободы духа и тела. Физическая конструкция сделана по мотивам японского храма раннего периода Нара (Храм Мечты в Horyuji, около 739 г. н. э.). Вместо дерева Мори использовала стекло, которое меняет цвет в зависимости от положения зрителя по отношению к поверхности стекла.
Wave UFO (недоступная ссылка) (1999—2003) — интерактивный скульптурный объект, который содержит специально созданные программы и оборудование для считывания и визуальной интерпретации мозговых волн. Wave UFO представляет собой большую капсулу в форме капли из полированного серебряного стекловолокна. Внутри капсулы, в которую можно попасть, поднявшись по белой полированной лестнице, три посетителя одновременно в течение семи минут могут увидеть на потолке цифровую анимацию. Программное обеспечение, которое анализирует и визуализирует мозговую активность, было создано Masahiro Kahata. Оно работает на компьютерах, спрятанных от глаз зрителей. Эта работа была показана на Венецианской биеннале в 2005.
Oneness (недоступная ссылка) (2002—2003) — интерактивная инсталляция, созданная Марико Мори как реакция на теракты 11 сентября 2001. Произведение представляет собой скульптуры шести инопланетян высотой около метра, которые стоят в кругу, взявшись за руки. Если обнять инопланетянина, у него загораются глаза и начинает стучать сердце. Oneness (недоступная ссылка) — аллегория объединения, символ принятия другого и преодоления национальных и культурных границ.
Монументальная работа Tom Na H-iu (недоступная ссылка) (2005—2006) представляет собой монолит из стекла весом около трех тонн. Эта мультимедийная скульптура подключена к научно-исследовательскому центру Kamiokande в Японии, который фиксирует поступающие из космоса нейтрино-частицы, возникающие при образовании сверхновых звезд. Сигналы отображаются в виде изменения световых пятен на монолите.
Одна из последних работ Марико Мори — Sun Pillar (недоступная ссылка) (2009), вертикальный столб, меняющийся в зависимости от положения солнца.

## Персональные выставки
| - 2009 White Hole (недоступная ссылка), Galerie Emmanuel Perrotin, Париж - 2008 Oneness, Пинчук Арт Центр, Киев - 2008 Центр современного искусства BALTIC, Гейтсхед - 2007 «Oneness», Aarhus Museum, Орхус - 2007 Oneness, Groninger Museum, Гронинген - 2006 «Beginning of the End», Albion Gallery, Лондон - 2006 «Primal Memory», Kyodo Museum, Chino, Япония - 2006 «Tom Na H-iu», SCAI/Shiraishi Contemporary Art, Токио - 2005 «Art Unlimited», Emmanuel Perrotin, Art Basel, Швейцария - 2004 «Transcircle», The University Museum, Koishikawa Annex, Университет Токио, Япония - 2003 «Connected World», Galerie Emmanuel Perrotin, Париж - 2003 Hiromi Yoshii + gallery Koyanagi, Токио - 2003 «Oneness», Deitch Projects, Нью-Йорк - 2003 «Wave UFO», Public Art Fund, Нью-Йорк - 2003 «Wave UFO», Kunsthaus Bregenz, Австрия | - 2002 «Pure Land», Museum of Contemporary Art, Токио - 2002 Sao Paolo Biennale, Сан-Паулу - 2001 «Miracle», Gallery Koyanagi, Токио - 2001 «Form Follows Fiction», Castello di Rivoli Museo d’Arte Centemporanea, Турин - 2000 «Beginning of the End», Национальный центр фотографии, Париж - 2000 «Dream Temple», Rooseum Center for Contemporary Art, Мальмё - 2000 «Link», Центр Помпиду, Париж - 2000 «Mariko Mori», Galerie Emmanuel Perrotin, Париж - 1999 «Dream Temple», Фонд Прада, Милан - 1999 «Empty Dream», The Brooklyn Museum of Art, Нью-Йорк - 1999 «Esoteric Cosmos», Kunstmuseum Wolfsburg, Вольфсбург - 1998 «Mariko Mori», Музей Энди Уорхола, Питсбург | - 1998 «Contemporary Projects 2: Mariko Mori», Los Angeles County Museum of Art, США - 1998 «Mariko Mori», Serpentine Gallery, Лондон; Museum of Contemporary Art, Чикаго - 1997 «Mirage», Gallery Koyanagi, Токио - 1997 Concentrations 30: Mariko Mori, Play with me", Dallas Museum of Art, США - 1996 Le Magasin, Centre National d’art Contemporain, Гренобль - 1996 Galerie Emmanuel Perrotin, Париж - 1995 «Mariko Mori», American Fine Arts Co., Нью-Йорк - 1995 «Made in Japan», Shiseido Gallery, Токио; Deitch Projects, Нью-Йорк - 1993 Art & Public, Женева - 1993 «Close-up», Project Room, Нью-Йорк |

## Публичные коллекции
- The Refco Collection
- Museum of Contemporary Art, Чикаго
- Shiseido Co., Ltd.
- Peter Norton Family Foundation
- The Kobe Fashion Museum
- French National Collection of Contemporary Art
- New School of Social Research
- The Prada Foundation
- The Israel Museum
- Dakis Joannou Foundation
- Museum of Contemporary Art, Майями
- Zellweger Foundation, Цюрих
- Obayashi Corporation
- Benesse Corporation
- Vancouver Art Gallery
- The Pisces Collection
- Центр Помпиду